# Виноградный (Крымский район)
Виногра́дный — посёлок в Крымском районе Краснодарского края.
Входит в состав Молдаванского сельского поселения.

## Население
| 1999 | 2002 | 2010 |
| ---- | ---- | ---- |
| 659  | ↘629 | ↘594 |

## Улицы
| - ул. Дальняя, - ул. Дружбы, - ул. Мира, | - ул. Молодёжная, - ул. Набережная, - пер. Надежды. |